# دافيد برنياع
دافيد برنياع (بالعبرية: דוד ברנע) (29 مارس 1965 - ) نائب رئيس الموساد للاستخبارات والوظائف الخاصة، والرئيس المُعين للموساد خلفًا ليوسي كوهين.

## السيرة الشخصية
ولد برنياع في عسقلان وترعرع في ريشون لتسيون، هرب والده مع عائلته من ألمانيا النازية وهاجر إلى إسرائيل وهو في سن الثالثة.
درس برنياع في المدرسة الداخلية العسكرية للقيادة في تل أبيب، وتجنّد في الجيش الإسرائيلي عام 1983. وأدى خدمته العسكرية في فوج الاستطلاع التابع لهيئة الأركان العامة (سايرت ماتكال). درس لاحقًا في الولايات المتحدة وحصل على درجة البكالوريوس من معهد نيويورك للتكنولوجيا وماجستير إدارة الأعمال من جامعة بيس. ثم عمل مدير أعمال في بنك استثماري في إسرائيل.
```
في عام 1996، انضم إلى الموساد. تلقى دورة في ضباط التحصيل وخدم في فرقة تسوميت، وقاد وحدات العمليات في إسرائيل وخارجها. لمدة عامين ونصف شغل منصب نائب رئيس فرقة كيشيت، وفي عام 2013، عُيّن رئيسًا لقسم تسوميت،
[
6
]
 حيث جرى تقديم أربع جوائز عن الأمن القومي الإسرائيلي إلى القسم الذي يرأسه. في عام 2019، عُيّن نائبًا لرئيس الموساد، قبل أن يتقرر في عام 2021 تعيينه رئيسًا للموساد، وهو المنصب الذي من المتوقع أن يتولاه في يونيو من هذا العام.
```

برنياع متزوج وأب لأربعة أولاد.